# Lorgies
Lorgies é uma comuna francesa na região administrativa de Altos da França, no departamento de Pas-de-Calais. Estende-se por uma área de 6,84 km². Em 2010 a comuna tinha 1 590 habitantes (densidade: 232,5 hab./km²).